# أورغان (تشغاخور)
أورغان (بالفارسية: اورگان) هي قرية تقع في إيران في قسم تشغاخور الريفي. يقدر عدد سكانها بـ 2,553 نسمة .